# Мытьё рук

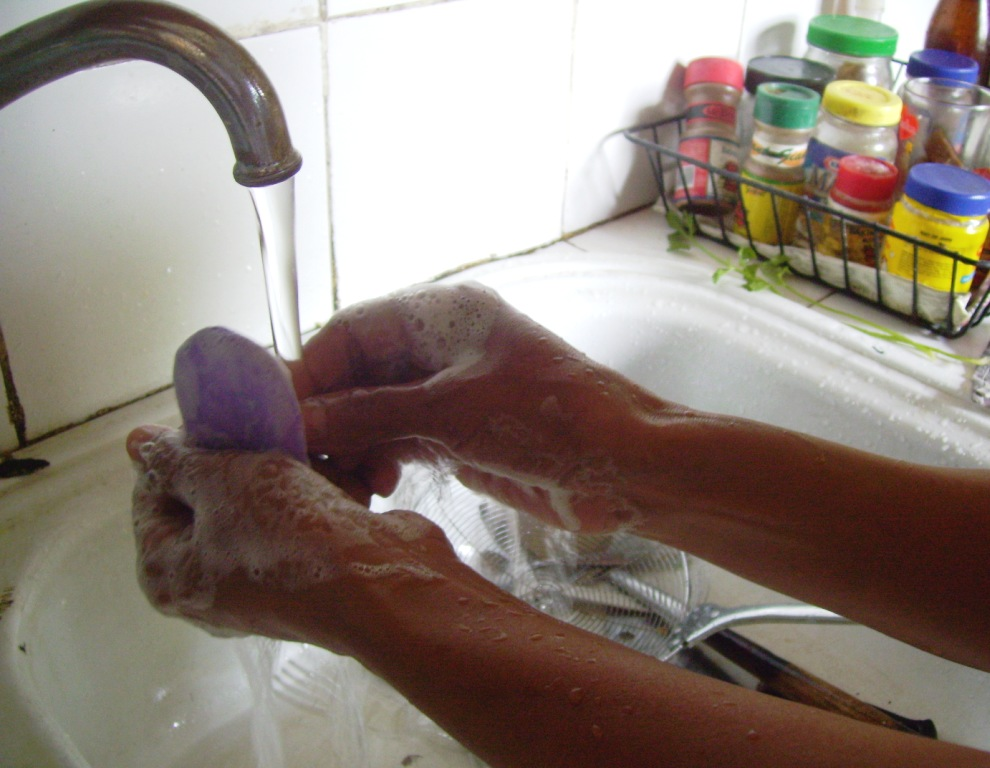
Мытьё рук с мылом

Мытьё рук — гигиеническая процедура по очистке кистей рук с помощью воды или другой жидкости, часто с использованием мыла или иных поверхностно-активных и дезинфицирующих средств, с целью удаления с поверхности кожи грязи, микроорганизмов, химических веществ и прочих субстанций. Гигиена рук является самым экономичным и эффективным методом предотвращения распространения инфекций. Мытьё рук 6—10 раз в день может снизить личный риск заражения инфекциями типа COVID-19 или гриппа.
Одним из первых пропагандистов мытья рук как меры предотвращения заболеваний был австро-венгерский врач Игнац Земмельвейс, в 1840-х разработавший основы асептики. По инициативе ЮНИСЕФа 15 октября 2008 года был учреждён Международный день мытья рук.
Наиболее эффективной признана шестиэтапная техника мытья рук, рекомендованная ВОЗом для работников в сфере здравоохранения, которая занимает от 20 до 45 секунд и включает интенсивное трение зон между пальцами, внешней и внутренней сторон ладоней, а также области под ногтями и запястий. Температура воды при мытье с мылом не является решающим фактором; эффективность удаления микробов с кожи зависит от качества и интенсивности трения. Обязательным этапом является высушивание, так как влажная кожа легче контаминируется бактериями. Большинство исследований рекомендует применять чистые бумажные или тканевые полотенца, поскольку автоматические аппараты с выдувом воздуха многократно увеличивают загрязнение патогенами.

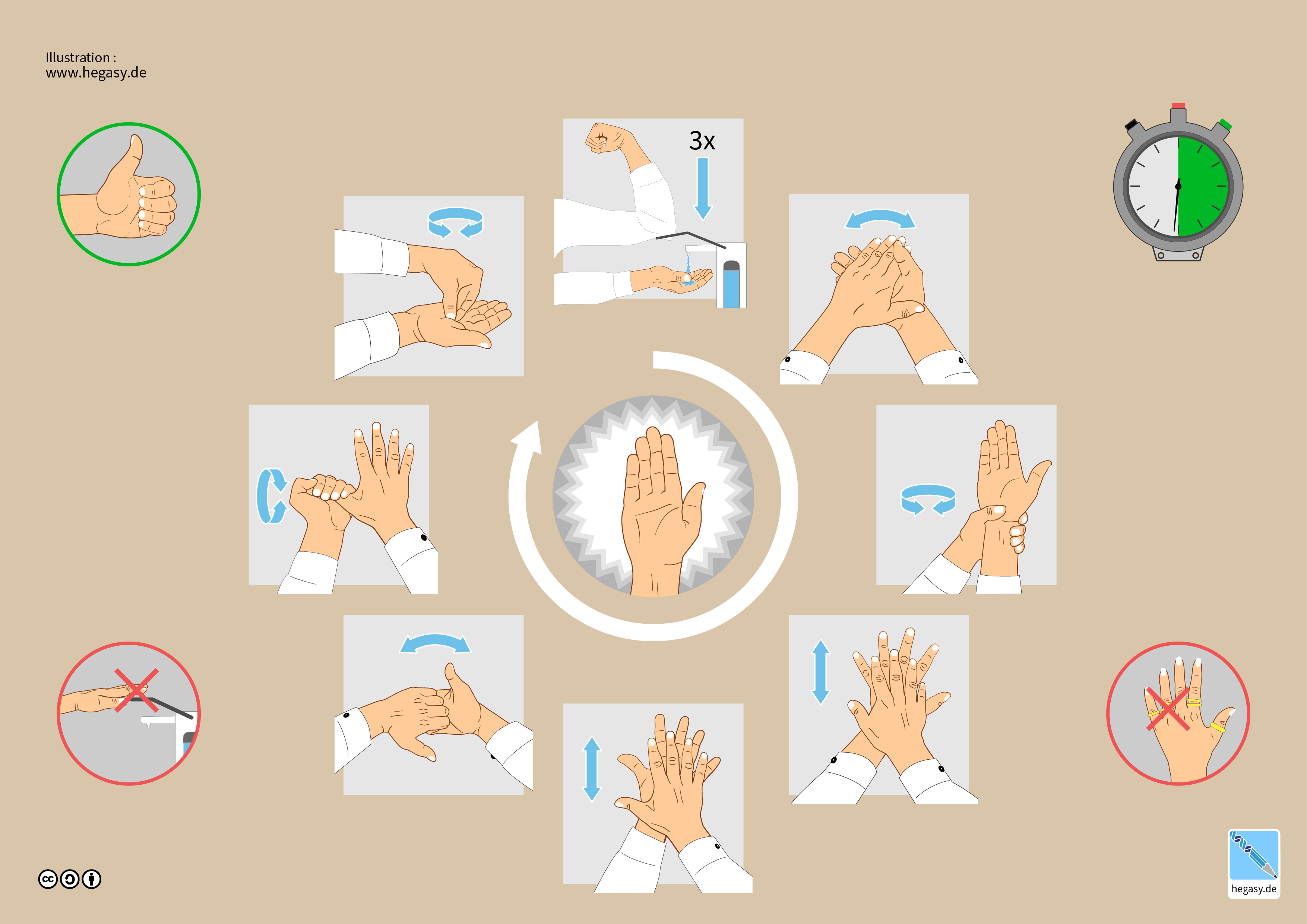
Шестиэтапное мытьё рук согласно немецкому стандарту DIN EN 1500

## Рекомендации ВОЗа

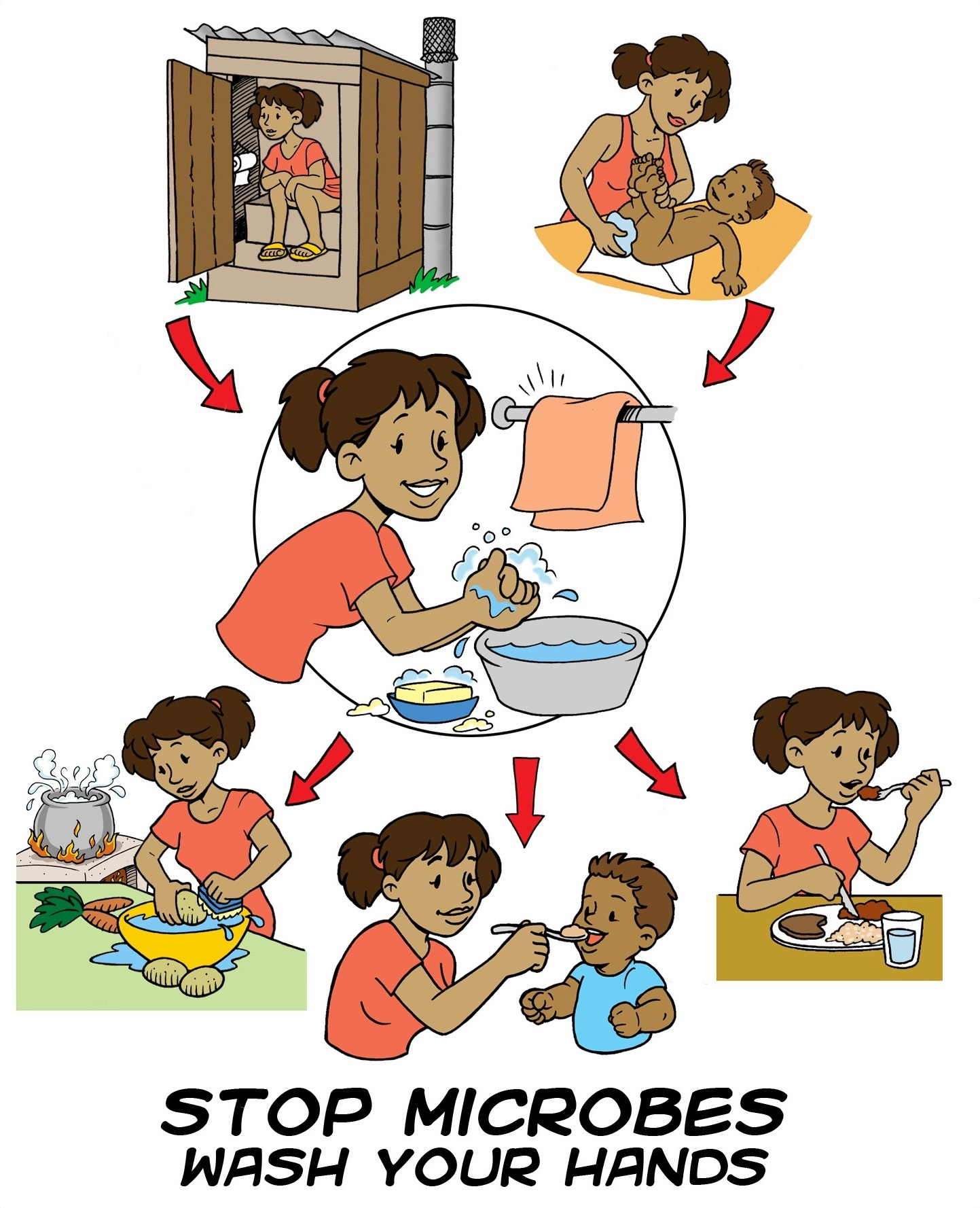
Плакат, призывающий мыть руки после посещения туалета, смены подгузника, перед приготовлением пищи, кормлением ребёнка, едой

Мытьё рук с мылом после определённых действий и неоднократно в течение дня является эффективным способом предотвращения распространения заболеваний, передающихся фекально-оральным путём, таких как диарея и холера. Человек может заразиться ОРВИ, коснувшись грязными руками слизистых оболочек глаз, носа или рта (недоступная ссылка). Выделяются пять основных моментов в течение дня, когда мытьё рук является обязательным:
- до и после дефекации;
- после смены подгузника ребёнку;
- до кормления ребёнка;
- до и после приёма пищи;
- до и после приготовления сырого мяса, рыбы или птицы[3].

Если доступа к воде и мылу нет, вместо них может применяться зола (недоступная ссылка).

## Общественное здравоохранение

### Важность для здоровья
Мытьё рук с мылом — самое экономичное и эффективное средство предотвращения ОРВИ и кишечных инфекций, которое должно применяться повсеместно в домохозяйствах, школах и сообществах по всему миру. Согласно исследованию сотрудников Лондонской школы гигиены и тропической медицины, если бы все люди регулярно и правильно мыли руки, можно было бы предотвратить до миллиона смертей ежегодно. По данным программы ГББ, отсутствие доступа к санитарно-гигиеническим благам и невозможность поддерживать чистоту рук являются одними из главных факторов риска для здоровья людей по всему миру: в 2007 году они вызвали, по разным оценкам, от 892000 до 1250000 смертей, а в 2017-м — до 1020000. Мытьё рук уменьшает риск заражения ОРВИ на 40%, кишечными инфекциями — до 30%, с его помощью можно остановить распространение коронавирусных, паразитарных и других инфекций. Внедрение в общественную практику мытья рук на треть (по другим оценкам — на 48 %) снижает количество случаев диареи и сопоставимо по пользе с благотворным эффектом проведения чистой воды в малоразвитые регионы. По данным ЮНИСЕФа, привычка мыть руки до еды и после туалета способна спасти больше жизней, чем любая вакцина или медицинское вмешательство другого рода и на четверть снизить частоту случаев острых респираторных заболеваний.
Пневмонии и тяжёлые инфекции являются основной причиной смертности среди детей в возрасте до пяти лет. Ежегодно они уносят жизни до 1,8 млн детей. Учитывая случаи кишечных инфекций, это число достигает 3,5 млн. В развивающихся странах детская смертность, связанная с распространением респираторных и кишечных инфекций, может значительно (до 50—70%) снижаться после внедрения в общественную практику привычки поддерживать гигиену рук. Обучение правильной технике мытья рук совместно с другими практиками по улучшению санитарии оказывает небольшой позитивный эффект на рост и развитие детей до пяти лет. При соблюдении гигиены рук и еженедельном подстригании ногтей у детей значительно снижается частота заражения кишечными паразитами и случаи анемии.
Наряду с прочими санитарными мерами, мытьё рук является одной из целей глобального устойчивого развития. Привычка мыть руки с мылом, внедрённая повсеместно, вносит значительный вклад в борьбу с распространением антибиотикорезистентных микроорганизмов, предотвращая значительное количество заболеваний, тем самым она помогает снизить частоту применения антибиотиков в лечении. Мытьё рук также способно защитить от стрептодермии, которая передаётся через физический контакт, и значительно снижает младенческую смертность при домашних родах.

### Когда следует мыть руки
Значительное число заражений происходит, когда человек прикасается загрязнёнными руками ко рту, носу или глазам, занося патоген на слизистую. В течение дня каждый человек многократно прикасается к лицу, сам того не замечая. Частота прикосновений зависит от множества факторов: люди склонны больше дотрагиваться до лица в одиночестве, когда задумаются или когда их внимание отвлекают неожиданные звуки. В среднем, находясь в помещении, ребёнок до двух лет прикасается к носу 81 раз в час, от 2 до 5 лет — 42 раза. Находясь в одиночестве, взрослые касаются лица около 15 раз в час. Для общественных мест этот показатель составляет 0,33—0,37.
Выделяются пять основных действий в течение дня, когда необходимо мыть руки с мылом, чтобы предотвратить заражение инфекциями, которые передаются фекально-оральным путём: после похода в туалет (уринации, дефекации), после смены детских подгузников, перед кормлением ребёнка, до и после приёма пищи, после приготовления сырых мяса, птицы или рыбы.
Также мытьё рук в правильной технике должно выполняться после чихания, кашля, отсмаркивания, до и после обработки ран, после прикосновений к животным или продуктам их жизнедеятельности, после выноса или работы с мусором.
После игр или ухода за домашними животными необходимо мыть руки, поскольку от питомцев человек может заразиться различными заболеваниями. Так например, от собак передаётся эхинококкоз, а от кошек — токсоплазмоз.

### Нежелательные эффекты
Малозначимым побочным эффектом частого мытья рук является иссушение кожи.
Гигиена рук может иметь для кожи негативные побочные эффекты: от слабой до тяжёлой формы контактного дерматита (симптомами являются сухость, раздражение, зуд, кровотечения, образование трещинок). Встречается также аллергический дерматит, являющийся аллергической реакцией на компоненты мыла, в тяжёлых случаях приводящий к дыхательной недостаточности и других симптомах анафилаксии.
Моющие средства существенно различаются по степени раздражения кожи, оно может быть существенно снижено при добавлении в состав увлажнителей.
Моющие средства повреждают кожу рук, вызывая денатурацию белков рогового слоя кожи, изменения в межклеточных липидах (истощение или реорганизацию липидных фрагментов), снижение когезии корнеоцитов и снижение способности удерживать воду в наружном слое кожи. Главной проблемой является истощение липидного барьера кожи, вызванное контактом с эмульгирующими липиды моющими средствами и растворяющими жир спиртами.
Частое мытьё рук постепенно истощает поверхностные липиды,
что приводит к более глубокому проникновению моющих средств в поверхностные слои кожи.
При сухой коже истощение липидов происходит быстрее.
Повреждение кожи также изменяет флору кожи, что приводит к более частой колонизации стафилококками и грамотрицательными бактериями.
Исследование датских учёных в 2012 году показало, что от излишне частого мытья рук могут развиться такие осложнения как дерматоз и кожная экзема, которые особенно часто встречаются у медицинских работников. Опрос двух тысяч медработников в Дании показал, что около половины тех, кто имел экзему рук, мыли руки на работе более 10 раз в день. Другая причина экземы рук — это уход за детьми младше четырёх лет, при котором требуется регулярное мытьё рук. Для защиты рук от мыла рекомендуются перчатки, однако синтетические перчатки по сравнению с перчатками из натурального латекса сами, в свою очередь, могут вызывать экзему.
К профессиям, связанным с частым мытьём рук и потому подвергающим работника большему риску возникновения экземы рук, относят работы, связанные с мытьём, уборкой, готовкой еды. Чтобы меньше раздражать кожу и в то же время соблюдать гигиену, датские учёные предложили такое решение: если грязи на руках не видно, то время от времени пользоваться дезинфицирующими средствами на спиртовой основе. Это безводное решение не сушит кожу.
В психиатрии навязчивое мытьё рук называется аблутоманией (от лат. ablus — «отливаю, очищаю, отстраняю» и др.-греч. μανία — «безумие») и является одной из часто встречаемых компульсий при обсессивно-компульсивных расстройствах. Также аблутомания встречается при психастении и навязчивых состояниях при других психических заболеваниях. Из-за навязчивой мысли о том, что руки загрязнены или заражены, мытьё их может происходить вплоть до крови. Подобное расстройство психики красочно описал уругвайский писатель-классик Орасио Кирога в рассказе «Резиновые перчатки» (исп. Los guantes de goma, 1909), также болезненное стремление к чистоте показано в испанском фильме «ОКР ОКР».

### Статистика и применение
По самым оптимистичным расчётам, лишь 19% жителей Земли моют руки с мылом. Этот показатель неоднороден и отличается от региона к региону: в развитых странах минимальный порог составляет 42—49%, тогда как в беднейших странах максимальный едва достигает 5%. Даже среди тех, кто имеет постоянный доступ к водопроводу и мылу, невысок процент регулярно соблюдающих гигиену рук. Среди стран с высоким уровнем дохода Израиль и Южная Корея демонстрируют самый низкий процент моющих руки жителей — 42%. В США в среднем только 67 % людей моют руки после посещения туалета, причём мужчины склонны хуже следить за гигиеной рук. В Англии после туалета руки мыли в 2002 году 15-20 % жителей, в 2011 — 10 %. Исследование 2009 года в Великобритании показало, что у почти четверти пассажиров общественного транспорта на руках обнаруживались фекальные бактерии. В США в 2011 году после посещения общественного туалета руки мыли только 31 % мужчин и 65 % женщин. При этом лишь 5% людей моют руки правильно — достаточно долго и тщательно, чтобы убить все патогены.
На то, как тщательно человек моет руки, влияет значительное число факторов. Согласно исследованиям, одну из решающих ролей играет грамотность в вопросах здоровья и осведомлённость о причинах, по которым необходимо следить за гигиеной рук. Понимание, что таким образом можно снизить распространение инфекций и личные риски, мотивирует людей тщательнее соблюдать её. Взрослые склонны пренебрегать гигиеной рук, если сильно заняты или отвлекаются, устали, если мыло для них является дорогим товаром или просто нет в ближайшей доступности необходимых условий (источника проточной воды, водопровода). У детей сложная процедура мытья длительностью 20 секунд и с необходимостью тереть различные зоны кистей заметно затрудняет запоминаемость и снижает частоту применения. По статистике, если в семье есть маленькие дети, все взрослые склонны внимательнее следить за гигиеной рук.
По данным на 2019 год, свыше 2 млрд людей в мире имеют ограниченный доступ к средствам санитарии и могут поддерживать гигиену рук на необходиом уровне. В Индии этой возможности нет у более чем 500 млн людей. Согласно совместному исследованию ВОЗа и ЮНИСЕФа, в 2010—2012 годах жители многих стран Африки, Южной Азии и Латинской Америки вообще не имели минимальных санитарно-гигиенических условий. Дома мыть руки с мылом могли лишь 39% населения в Афганистане, 21% в Бангладеш, 11% в Мозамбике и 1% в Эфиопии. Благодаря общему социоэкономическому развитию на 2017 год смертность и показатель DALY снизились почти на 20%, однако плохие санитарные условия и невозможность регулярно мыть руки остаются одним из ведущих факторов риска для здоровья жителей этих стран.
Работникам пищевой промышленности и медикам ввиду повышенных гигиенических требований надлежит следить за чистотой рук в течение всего рабочего дня. При этом, согласно статистике ВОЗа на 2018 год, только 4 из 10 работников организаций общественного питания мыли руки с надлежащей частотой. Существует понятие «синдром намерения» — когда сотрудники понимают важность мытья рук и намереваются его выполнить, однако фактически не выполняют. Во многих странах разработаны протоколы по правильной технике мытья рук, у CDC и ВОЗа есть чёткие инструкции для хирургов.

### Популяризация и внедрение в общую практику
Каждый случай заболевания является нагрузкой на систему здравоохранения и экономику государства, которая складывается из многих факторов, от прямых расходов на лечение до потерь прибыли из-за пропущенных рабочих часов. По примерной оценке ВОЗа, из-за ОРВИ и кишечных инфекций Индия и Китай теряют ежегодно 89 и 61 млрд долларов. Несмотря на однозначную пользу для личного и общественного здоровья, надлежащую гигиену рук поддерживает очень небольшая часть жителей Земли. Поскольку значительная часть населения проживает в странах с низким уровнем дохода, ключевым условием для повышения частоты и качества мытья рук является доступ к инфраструктуре, позволяющей пользоваться мылом и проточной водой. Вторым и не менее важным фактором является обучение практике мытья рук и её популяризация. Наиболее эффективно его внедряют через школу — обучая большие группы детей и прививая им привычку мыть руки с раннего возраста, а также через медицинские учреждения, где врачи могут обучать пациентов, а те распространять практику в своей семье.
Для развитых стран, где нет проблемы доступа к мылу и водопроводу, острее стоит вопрос мотивации. Мытьё рук является социально одобряемым, а его отсутствие — порицается, поэтому наличие второго человека рядом всегда повышает частоту мытья рук при использовании общественных туалетов. В этой связи целесообразно изменять эргономику общественных уборных, внедрив визуальные и звуковые напоминания о необходимости помыть руки, а умывальники и ёмкости с жидким мылом размещать в самых заметных местах. Информационные и образовательные кампании, направленные на позитивные изменения в поведении и образе жизни, массово терпят неудачу. Размещение специальных постеров в общественных туалетах способно только на 5% повысить частоту качественного мытья рук, а после того, как изображение станет привычным, может наблюдаться и обратный эффект.
Мотивировать человека чаще мыть руки можно через детерминанты, стимулирующие необходимое поведение. Применительно к данной теме таковых насчитывается свыше 50, ведущие из них: риск (понимание, что мытьё рук останавливает передачу инфекций), отвращение (брезгливость и желание избежать заражения), забота (в том числе у родителей, стремящихся сохранить здоровье детей) и привычка (автоматическое поведение, когда с детства человек приучен к этой процедуре). Согласно исследованию 2009 года, стимулирующие мытьё рук детерминанты различны у мужчин и женщин. У мужчин лидирует группа стимулов, связанных с брезгливостью, за ним идут статус, контроль и комфорт, а у женщин ведущая доминанта — знание о рисках. При этом общая чувствительность к отталкивающему и неприятному у женщин значительно выше.

## Правильная техника мытья рук
Наиболее эффективной признана шестиступенчатая система мытья рук, рекомендованная ВОЗом. Чтобы полностью очистить руки и предотвратить возможную передачу инфекций, следует:
1. Смочить руки под проточной холодной (или тёплой) водой. Проточная вода — предпочтительна, так как стоячая вода и вода в резервуарах может быть загрязнена. При этом, с точки зрения эффективности удаления микробов температура воды значительной роли не играет[73].
2. Обработать руки достаточной порцией мыла, энергично потерев сначала внутренние стороны ладоней друг об друга, затем ладони с разведёнными пальцами со внутренних и внешних сторон, соединив пальцы в «замок», отдельно большие пальцы круговыми движениями, зоны между пальцами и под ногтями[70]. Мыло заставляет микробы подняться с поверхности кожи, кроме того, исследования подтверждают, что при использовании мыла люди склонны более тщательно промывать руки[73].
3. Тереть намыленные руки следует не менее 20 секунд. Благодаря энергичному трению большее количество микробов удаляются с поверхности кожи[73].
4. Промыть руки проточной водой. Промывание в стоячей воде или резервуаре может вызвать повторную контаминацию[73].
5. Вытереть руки чистым полотенцем или позволить им высохнуть на воздухе. Влажные или мокрые руки легче подвергаются повторному загрязнению[73].

Чаще всего при мытье рук люди пропускают обработку больших пальцев, запястий, зон между пальцами и под ногтями. Накладные ногти или облупившийся лак для ногтей задерживают и накапливают микробы. Рекомендуется также использовать увлажняющие лосьоны, чтобы предотвратить высыхание — сопутствующие ему микроповреждения кожи увеличивают риск попадания инфекций в организм.

## Средства для мытья рук
Моющее действие мыла обусловлено несколькими факторами, среди которых важнейшую роль играет образование так называемых мицелл — шариков из молекул мыла. На поверхности шариков находятся катионы натрия или калия, а внутрь шарика обращены «хвосты» из длинных остатков органической кислоты, которые образуют органическую среду. В этой среде, как в бензине, отлично растворяются жировые загрязнения.
По данным 1968 года, житель развитых стран в среднем расходовал 10 кг различных моющих средств ежегодно. По расчётам CSO в 2014-м, каждый житель Великобритании в год использует минимум 1,89 кг детергентов.
В этом разделе перечислены разные виды моющих средств, особенности воды и сушки рук.

### Мыло и синтетические моющие средства
Мытьё рук с мылом по сравнению с мытьём просто водой имеет существенно более высокую эффективность в удалении микробов с поверхности кожи. Из всех средств для гигиены рук, обычное мыло и вода лучше уничтожают микробное загрязнение и более эффективны против безоболочечных вирусов, этот способ рекомендуется для большинства ситуаций в немедицинской среде.

#### Твёрдое мыло
Если нет специальных требований к мылу из-за профессии, если нет проблем с кожей, то можно мыться практически любым туалетным мылом, не содержащим лечебных или антисептических добавок.
Твёрдое кусковое мыло может сохранять на своей поверхности бактерии, оставшиеся от предыдущего использования. В малом числе исследований, изучавших перенос бактерий с контаминированного кускового мыла, утверждается, что подобный эффект маловероятен, так как микробы смываются с его поверхности вместе с мыльной пеной. Тем не менее, CDC рекомендует пользоваться жидким мылом в упаковках с дозатором, так как такой формат является наиболее гигиеничным.

#### Антибактериальное мыло
Антибактериальное мыло было широко разрекламировано и получило высокую популярность в кругах людей, беспокоящихся о здоровье. По современным данным нет убедительных доказательств, что использование антибактериального мыла может привести к появлению антибиотикорезистентности организмов в природе. Однако в состав разного антибактериального мыла входят такие вещества как, например, триклозан, к которому устойчивы многие бактериальные штаммы. Триклозан запрещён FDA к использованию в потребительском мыле и гелях для душа, однако разрешён в санитайзерах, салфетках и антибактериальных моющих средствах. Даже если в состав мыла не входят антисептики с широким рядом резистентных штаммов, антибактериальное мыло может быть не таким эффективным, как его представляют маркетинговые материалы. Помимо поверхностно-активных и защитных веществ, в сложносоставные формулы могут входить уксусная, бензойная и аскорбиновая кислоты, молочная кислота как регулятор pH и другие.

### Вода
Комфортная для человека температура тёплой воды при мытье рук недостаточно горяча, чтобы убивать бактерии. Температура, примерно равная температуре человеческого тела (37 °C), является благоприятной для роста и размножения бактерий. По мнению ВОЗа, тёплая вода с мылом удаляют бактерии и загрязнения с рук более эффективно, чем холодная вода с мылом. CDC же отмечает, что тёплая вода чаще вызывает раздражения на коже рук и приводит к пересыханию, а её экологический след выше. Значительное число исследований показывают, что температура воды в диапазоне от 4 до 40 °C не оказывает значимого влияния на эффективность удаления микробов, решающими факторами остаются использование мыла и качество/интенсивность трения.
В противоположность распространённому мнению, научные исследования доказывают, что мытьё рук просто тёплой водой без мыла не оказывает никакого воздействия на удаление микробного загрязнения.

### Антисептики
Антисептики для рук, или санитайзеры — это дезинфицирующие средства на неводной основе, получившие широкое распространение с конца 1990-х годов. Состав большинства средств представляет собой изопропанол или этанол в смеси с загущающей полиакриовой кислотой или глицерином, которые помогают смягчить иссушающий эффект спиртов. При добавлении пероксида водорода наблюдается ещё больший антимикробный эффект.
Процент спирта в санитайзере должен быть не меньше 60. Санитайзеры для рук с содержанием спирта от 60 до 95% эффективно уничтожают микробы, в том числе резистентные к антибиотикам золотистый стафилококк и энтерококки, микобактерии туберкулёза и некоторые виды вирусов (в том числе ВИЧ, герпес, риновирусы, грипп), гепатиты и грибки. Антисептики с содержанием спирта 70 % убивают 99,97 % бактерий через 30 секунд после применения и от 99,99 % до 99,999 % через 60 секунд.
Санитайзеры для рук наиболее эффективны против бактерий и менее эффективны против некоторых вирусов. Средства на основе спирта практически бесполезны против вируса Норуолк, который является самой распространённым возбудителем гастроэнтеритов.
Чтобы применение антисептика было эффективным, следует тщательно обработать руки таким количеством средства, чтобы увлажнить обе руки. Внутренние и тыльные стороны ладоней, участки между пальцами, у их основания и на кончиках следует протирать 30 секунд до высыхания средства.
Частое применение спиртосодержащих антисептиков может спровоцировать пересыхание кожи рук. Чтобы снизить проявление этого негативного эффекта, в состав средств добавляют глицерин или другие эмоллиенты. При клинических испытаниях спиртосодержащие средства с эммолиентами демонстрировали значительно меньшее раздражающее и сушащее воздействие на кожу рук, чем мыло или синтетические моющие средства. Случаи контактного дерматита, крапивницы или гиперчувствительности к спиртам или добавкам в санитайзерах встречаются редко. Из-за высокого содержания спирта в составе большинства средств они могут быть потенциально опасны для маленьких детей, особенно при проглатывании. Например, в Америке в 2011—2014 годах было зарегистрировано свыше 70 тыс. случаев тяжёлых детских отравлений спиртовыми санитайзерами, некоторые из которых привели к ацидозу, апноэ и коме.
Эффективность не содержащих спирт санитайзеров в большой степени зависит от входящих в их состав веществ и их процентного содержания. Средства с хлоридом бензалкония демонстрируют устойчивый накопительный эффект после применения, тогда как спиртосодержащие антисептки снижают эффективность (вероятно, в связи с прогрессирующим раздражающим кожу воздействием).

### Зола и земля
Многие люди в развивающихся странах и сообществах не могут приобрести мыла и используют для очищения золу или землю. Такой способ распространён, например, в Мавритании. Зола и земля могут быть более эффективны, чем просто вода, но качество исследований на этот счёт является недостаточным. Загрязнённые или контаминированные микробами, эти вещества могут лишь ускорить распространение заболеваний. Как и мыло, зола является дезинфицирующим агентом, поскольку при её контакте с водой создаётся щелочной раствор. ВОЗ рекомендует мыть руки с золой или песком в тех регионах, где нет доступа к мылу: таких особенно много в Африке к югу от Сахары.

### Сушка

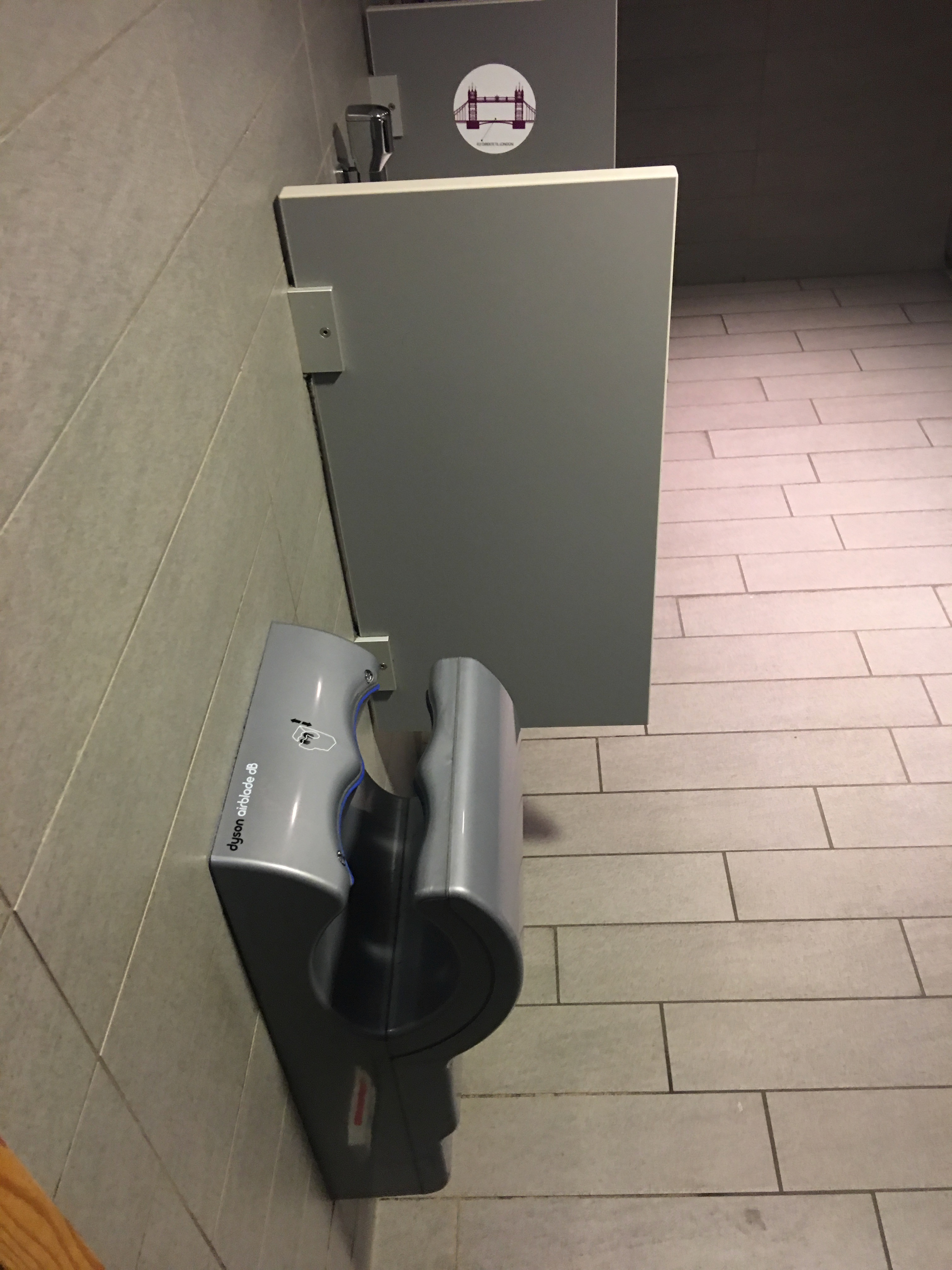
Погружная сушилка для рук в общественном туалете, аэропорт Тронхейма, 2018

Эффективное высушивание рук является необходимым этапом в правильном мытье рук. Значительное число исследований обнаружило, что бумажные полотенца более гигиеничны, чем электрические сушилки.
В 2008 году Вестминстерский университет в Лондоне провёл исследование, целью которого было сравнить гигиеничность бумажных полотенец, сушилок для рук с тёплым воздухом и более современных погружных. Исследование спонсировала ассоциация European Tissue Symposium. Ключевыми стали следующие результаты:
- После мытья рук и использования автоматический сушилки число бактерий на подушечках пальцев увеличивалось на 194% и на 254% на тыльной стороне.
- Использование погружной сушилки приводит к росту числа бактерий на подушечках пальцев на 42% и на 15% на тыльных сторонах ладоней.
- После мытья рук и вытирания бумажным полотенцем, общее число бактерий снижалось — на 76% на подушечках пальцев и на 77% на ладонях.

Учёные также исследовали степень влияния каждого способа сушки рук с точки зрения переноса бактерий и контаминации общественных уборных. Было обнаружено, что:
- Погружные сушилки для рук, которые выдувают воздух со скоростью 180 м/с, могут разносить микроорганизмы на расстояние до 2 метров, чем потенциально могут загрязнять поверхности и поражать других посетителей.
- Аппараты с выдувом тёплого воздуха распространяют бактерии на расстояние до 25 см.
- При использовании бумажных полотенец сколько-либо значимого распространения бактерий не выявлено.

В исследовании 2005 года от TÜV Produkt und Umwelt были получены следующие результаты: 12-процентный рост числа бактерий на руках после использования автоматических сушилок и 24%-е снижение от бумажных полотенец.

## В медицине
Один из самых выдающихся врачей XIX века, французский акушер Поль Дюбуа, 
писал в 1858 году о рекомендациях Земмельвейса: «Возможно, в методе Земмельвейса есть определённые плюсы, но если применять его со всей скрупулёзностью, то, например, в Париже придётся поместить персонал всех больниц в карантин на большую часть года, при том, что результаты будут в лучшем случае проблематичны».

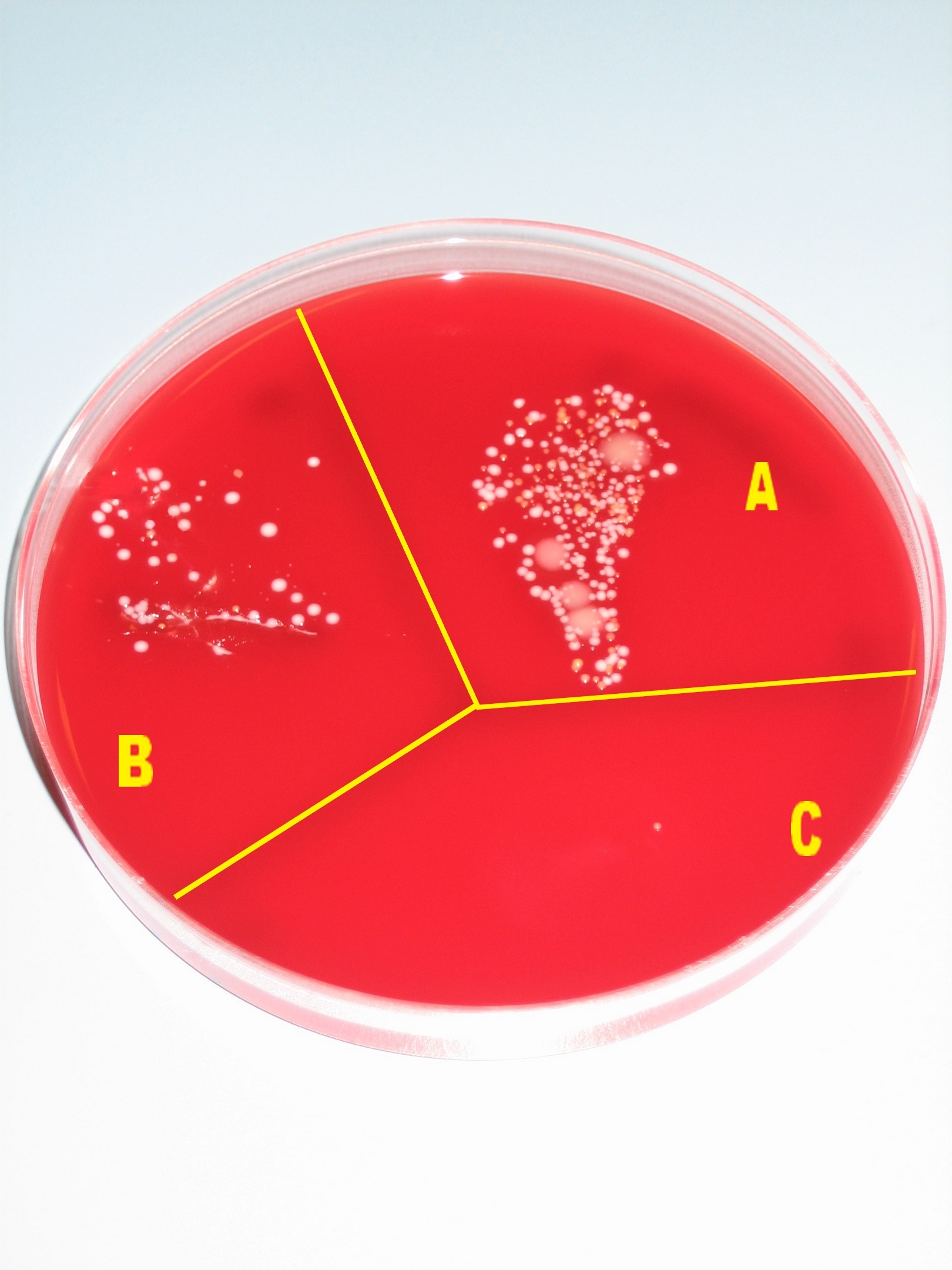
Рост микробов в среде без дезинфекции (A), после мытья рук с мылом (B), после обработки
спиртом (C)

Необходимость дезинфекции рук при оказании медицинской помощи доказал в 1846 году австро-венгерский акушер Игнац Филипп Земмельвейс. В своём отделении он сделал обязательным мытьё рук раствором хлора перед осмотром рожениц, благодаря чему значительно снизилась случаи родильной горячки, смертность при родах упала с 18,27% до 1,27%.
Поддерживал идеи Земмельвейса британский хирург Джозеф Листер, который внедрил практику дезинфекции инструментов. Долгое время у мытья рук в медицине находились и противники, например, американский врач Чарлз Мейгс (1792—1869) утверждал, что «врачи — джентльмены, а руки джентльмена чисты» и не могут переносить инфекции.
В современной западной медицине распространены автоматические электронные устройства, которые напоминают персоналу больниц вымыть руки. Исследование 2004 года подтвердило, что при использовании подобных устройств снижается уровень распространения инфекций.

### Метод
В медицине мытьё рук занимает минимум 15 секунд, должно применяться обильное количество мыла (или иного средства) так, чтобы тщательно обработать все участки на руках. В европейском здравоохранении различаются отдельные процедуры, например, стандарты EN-1499 (гигиеническая обработка рук) и EN-1500 (дезинфекция). Ладони следует тереть друг о друга, соединив пальцы. Если загрязнены зоны под ногтями, следует использовать специальную щёточку. Поскольку микробы могут оставаться в воде, оставшейся на руках, важно хорошо ополаскивать руки и вытирать насухо чистым полотенцем. Вытерев руки, следует выключать воду (и при необходимости открывать дверную ручку) использованным бумажным полотенцем. Это позволит избежать повторной контаминации кожи рук микробами с этих поверхностей.
В здравоохранении мытьё рук необходимо для того, чтобы удалять патогены и не допускать их передачи от пациента к пациенту. The New England Journal of Medicine в 2006 году опубликовал исследование, в котором приводил неутешительную статистику: в подавляющем большинстве изученных медицинских учреждений персонал недостаточно часто мыл руки и тем самым способствовал распространению микробов. Другое исследование обнаружило, что благодаря мытью рук и подобным базовым гигиеническим процедурам передача катетер-ассоциированных инфекций кровотока снижается на 66%.
По рекомендации ВОЗа медицинский персонал должен мыть руки:
- до работы с пациентом;
- после контакта со внешней средой;
- после работы с кровью/биологическими жидкостями;
- при асептических процедурах;
- после работы с пациентом.

Для применения в медицинских целях в мыло добавляют химические антисептики, которые усиливают противомикробное действие. Использование таких средств оправдано перед операциями или в такой среде, где превалируют устойчивые к антибиотикам микроорганизмы.

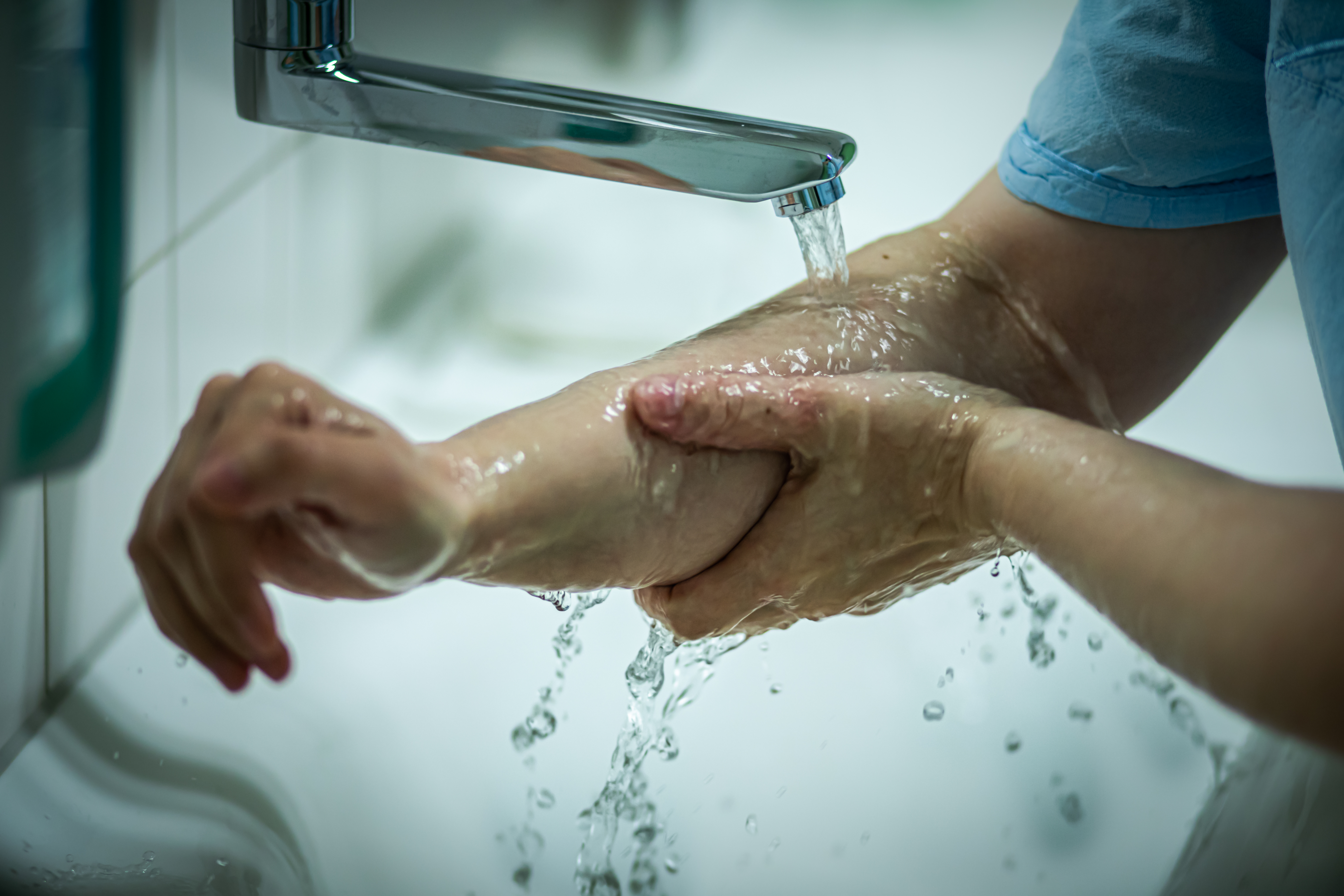
Хирург моет руки

В хирургии с 1928 года применялся метод Спасокукоцкого — Кочергина. В настоящее время для мытья рук перед операциями используются специальные смесители, не требующие прикосновения для включения/выключения подачи воды, хлоргексидин и йодсодержащие средства для мытья, стерильные полотенца и щётки с присоблением для чистки областей под свободным краем ногтя. Следует снимать все ювелирные изделия. В хирургии руки требуется мыть до локтей, процедура должна занимать от 2 до 6 минут. Более длительное время не требуется. При смывании следует не допускать обратного стекания воды (от локтя к кистям). По окончании мытья руки вытирают стерильным материалом и надевают хирургический халат.

### Эффективность
В медучреждениях снижается распространение стафилококков при условии правильной гигиены рук медперсоналом. При этом эффект от увеличения частоты мытья рук на 20% мало отличается от 35%. Мытьё рук с антибактериальным мылом в три раза снижает заражение пищи патогенами при готовке. Сравнение эффективности мытья рук спиртсодержащими средствами и антибактериальным мылом показало, что первые убивали на 26% больше микробов. При этом Clostridioides difficile и H1N1 на поверхности рук лучше убивают обычное мыло и вода.

## В культуре и религии
Омовение рук является ритуалом в различных религиях, символизируя очищение или непричастность к злодеянию.
В русском языке фразеологизм «умыть руки» означает «устраниться, прекратить участие в чём-либо, снять с себя ответственность».
Мытьё рук пропагандировалось в СССР ещё с начала 1920-х: выпускали плакаты, вели агитацию, устраивали соревнования, часто мытьё навязывалось в приказном порядке.

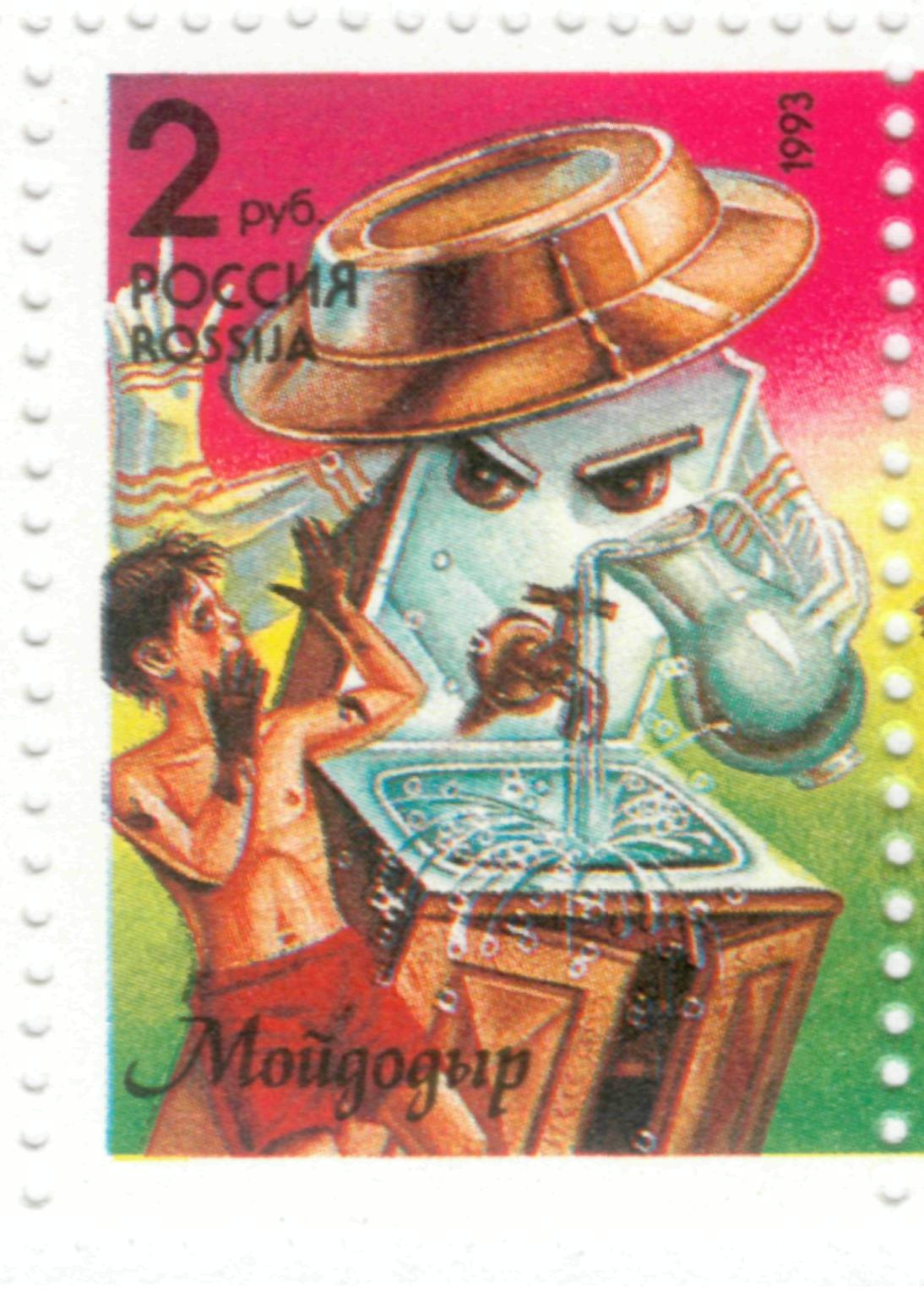
Мойдодыр из сказки К. И. Чуковского призывает умываться почаще. Почтовая марка, 1993

…Надо, надо умываться

По утрам и вечерам,

А нечистым

Трубочистам —

Стыд и срам!

Стыд и срам!

Да здравствует мыло душистое,

И полотенце пушистое,

И зубной порошок,

И густой гребешок!

Давайте же мыться, плескаться,

Купаться, нырять, кувыркаться

В ушате, в корыте, в лохани,

В реке, в ручейке, в океане, —

И в ванне, и в бане,

Всегда и везде —

Вечная слава воде!

К. И. Чуковский,
финальная часть сказки «Мойдодыр», 1922